# História da Gâmbia
A Gâmbia ficou independente do Reino Unido em 18 de fevereiro de 1965, como uma monarquia dentro da Commonwealth. Em 24 de abril de 1970, Dawda Jawara se converteu no primeiro presidente do novo estado e foi reeleito em 1972, 1977, 1982, 1987 e 1992.
Depois da independência, Gâmbia melhorou seu desenvolvimento econômico graças ao aumento nos preços de sua principal matéria de exportação, o amendoim, e ao desenvolvimento do turismo internacional. Em 1982, a Gâmbia e o Senegal formaram a Confederação da Senegâmbia, através de um pacto que unia instituições comuns e uma integração das forças armadas e de segurança. A Senegâmbia foi dissolvida em 1989 por divergências entre os dois países.
O presidente Jawara foi derrotado em 1994 por Yahya Jammeh, que estabeleceu uma ditadura. Jammeh foi reeleito em 1996, 2001, 2006 e 2011 e derrogou a lei que proibia a existência de partidos opositores.
Em dezembro de 2016, o então presidente Yahya Jammeh perde as eleições presidenciais para Adama Barrow, que tomou posse em 19 de janeiro de 2017.
Em 27 de agosto de 2019, o primeiro-ministro e o primeiro presidente Dawda Jawara morre aos 95 anos.
Em 19 de janeiro de 2020, 3 anos após a posse indireta de Adama Barrow, o povo pede a renúncia do presidente Barrow e também o retorno de seu antecessor Yahya Jammeh, que foi impedido para Gâmbia e se fosse voltar, seria para ser preso.